# 次官連絡会議
次官連絡会議（じかんれんらくかいぎ）は、日本の各省庁の事務次官などにより構成される会議である。この記事では、次官連絡会議と同様に事務次官などにより構成されていた事務次官等会議などの過去の会議についても記述する。

## 概要
2011年（平成23年）3月11日に発生した東日本大震災への対応として、同年3月22日付に菅直人内閣に於いて、内閣府に防災担当大臣・総務大臣・官房副長官・内閣府副大臣に加え各府省の事務次官等により構成される被災者支援各府省連絡会議が設置された。
この会議は同年5月に東日本大震災各府省連絡会議と改称して、復旧・復興に関する事務も担うこととなった。
さらに、同年9月に発足した野田内閣に於いて、国政全般の幅広いテーマを扱う各府省連絡会議として定例化し、閣議後の毎週金曜日に開催することとした。同会議は、従来の事務次官等会議が担った閣議付議事項の事前審査機能は持たず、各省庁間の連携・調整を行うこととされた。
2012年（平成24年）12月に発足した第2次安倍内閣では当初、2009年（平成21年）の政権交代まで存在していた事務次官等会議の復活を表明していたものの、官僚主導の復活と取られることを避けるため、各府省連絡会議の名称を次官連絡会議へ変更することにとどめ、その位置付けも「内閣の基本方針を徹底し、各府省間で情報共有する」ための会議と説明した。2013年（平成25年）1月11日の国会答弁書においても「平成二十一年九月以前に閣議の前に閣議案件の調整状況の確認のため開催していた事務次官等会議とは性格が異なる」と回答している。また2021年（令和3年）1月26日の朝日新聞は、現職事務次官の発言として「かつての事務次官会議が復活したように見えるが、中身は全然違う。官邸から下りてくる話を聞くだけ。次官側から話題を出すこともあるが、事後報告や雑談がほとんど。何も大事な決定はなされない」と報道した。
2016年（平成28年）11月、宮内庁次長が、メンバーに加わる。
2017年（平成29年）1月、宮内庁長官と内閣法制局長官が、初出席する。

## 次官連絡会議の構成員
| 府省等 官職                 | 氏名       | 就任日         | 出身大学等                   | 入省官庁（入省年次）                        | 前職                       |
| --------------------------- | ---------- | -------------- | ---------------------------- | ------------------------------------------- | -------------------------- |
| 内閣官房 内閣官房副長官     | 佐藤文俊   | 2024年10月1日  | 東京大学法学部               | 自治省（1979年）                            | 元総務事務次官             |
| 内閣法制局 内閣法制次長     | 木村陽一   | 2024年9月1日   | 京都大学法学部               | 通商産業省（1986年）                        | 内閣法制局第1部長          |
| 宮内庁 宮内庁次長           | 黒田武一郎 | 2023年12月19日 | 東京大学法学部               | 自治省（1982年）                            | 元総務事務次官             |
| 内閣府 内閣府事務次官       | 井上裕之   | 2024年7月5日   | 東京大学法学部               | 大蔵省（1986年）                            | 内閣府審議官               |
| 復興庁 復興庁事務次官       | 山野謙     | 2025年7月1日   | 東京大学法学部               | 建設省（1989年）                            | 復興庁統括官               |
| 総務省 総務事務次官         | 原邦彰     | 2025年7月1日   | 東京大学法学部               | 自治省（1988年）                            | 総務審議官                 |
| 法務省 法務事務次官         | 森本宏     | 2025年7月17日  | 名古屋大学法学部             | 司法修習生（1988年） 法務省検察庁（1990年） | 法務省刑事局長             |
| 外務省 外務事務次官         | 船越健裕   | 2025年1月17日  | 京都大学法学部               | 外務省（1988年）                            | 外務審議官                 |
| 財務省 財務事務次官         | 新川浩嗣   | 2024年7月5日   | 東京大学経済学部             | 大蔵省（1987年）                            | 財務省主計局長             |
| 文部科学省 文部科学事務次官 | 増子宏     | 2025年7月15日  | 早稲田大学大学院理工学研究科 | 科学技術庁（1988年）                        | 文部科学審議官             |
| 厚生労働省 厚生労働事務次官 | 伊原和人   | 2024年7月5日   | 東京大学法学部               | 厚生省（1987年）                            | 厚生労働省保険局長         |
| 農林水産省 農林水産事務次官 | 渡辺毅     | 2024年7月5日   | 東京大学法学部               | 農林水産省（1988年）                        | 農林水産省大臣官房長       |
| 経済産業省 経済産業事務次官 | 藤木俊光   | 2025年7月1日   | 東京大学法学部               | 通商産業省（1988年）                        | 経済産業省経済産業政策局長 |
| 国土交通省 国土交通事務次官 | 水嶋智     | 2025年7月1日   | 東京大学法学部               | 建設省（1986年）                            | 国土交通審議官             |
| 環境省 環境事務次官         | 上田康治   | 2025年7月1日   | 東京大学経済学部             | 環境庁（1989年）                            | 環境省大臣官房長           |
| 防衛省 防衛事務次官         | 大和太郎   | 2025年8月1日   | 慶應義塾大学法学部           | 防衛庁（1989年）                            | 防衛省防衛政策局長         |
| 警察庁 警察庁長官           | 楠芳伸     | 2025年1月27日  | 京都大学法学部               | 警察庁（1989年）                            | 警察庁次長                 |
| 金融庁 金融庁長官           | 伊藤豊     | 2025年7月1日   | 東京大学法学部               | 大蔵省（1989年）                            | 金融庁監督局長             |
| 消費者庁 消費者庁長官       | 堀井奈津子 | 2025年7月1日   | 東北大学法学部               | 厚生労働省（1990年）                        | 厚生労働省人材開発統括官   |

（2025年7月1日現在）

## 事務次官等会議
事務次官等会議（じむじかんとうかいぎ）は、内閣官房長官の主宰により、原則としてすべての府省の事務次官が出席し、首相官邸で開かれていた定例会議。実際の運営は、事務担当の内閣官房副長官が取り仕切った。各府省の事務次官のほか内閣法制次長、警察庁長官、金融庁長官及び消費者庁長官も構成員であった。2009年に民主党の鳩山由紀夫内閣により廃止された。
事務次官等会議は会議の翌日に開かれる閣議に備えて、各省庁から提出が予定されている案件を事前に調整する会議として開催されていた。定例閣議は毎週火曜日と金曜日に行われるため、事務次官等会議は毎週月曜日と木曜日に開かれていた。内閣官房長官（主宰）、内閣官房副長官（事務担当）、内閣法制局の内閣法制次長、各府省における一般職国家公務員（非政治任用職）の最高位である事務次官、及び、内閣府外局の警察庁長官、金融庁長官、消費者庁長官の18名で構成されていた。また、内閣官房内閣総務官及び内閣官房内閣審議官（内閣官房副長官補を助ける内閣審議官のうちからあらかじめ指定する者）が会議に陪席していた。事務次官等会議に関する事務は閣議に関する事務と同じく、内閣官房内閣総務官室が取り扱っていた。
内閣官房長官が主宰する会議とされているものの、内閣発足直後など特別の場合を除き、内閣官房長官は出席しないのが慣例で、通常の会議運営は内閣官房副長官（事務担当）が取り仕切った。
特に設置根拠法のない会議であるものの、事務次官等会議で調整がつかなかった案件（反対のあった案件）は、翌日の閣議に上程されない慣例があるなど、政府の政策決定過程において重要な位置を占めていた。このため、与野党を問わず官僚主導を嫌う政治家や報道機関、研究者などからは、事実上の政府の意思決定機関とみなされていた。一方、この会議の俎上に載せられる案件は、ほとんどの場合、すでに省庁間の調整が完了している段階にあったため、実際に是非を審議・決定する場というよりも、閣議上程への合意形成が完了したことを確認する一種の儀式との見方もあった。また、事務次官等会議に上程される閣議案件については、通常、各府省において大臣等の決裁を経ているため、全くの官僚主導であったとみるのも適当でないとされる。
この点、確かに日本の行政機関相互における調整は、担当者レベルの折衝（根回し）によって合意形成がはかられることが常例であり、事務次官レベルの折衝までもつれることはほとんどない。しかし、事務次官等会議の構成員の間で意見が割れたために結論を出さず、結果として閣議の結論と齟齬を生じることもある。したがって、事務次官等会議を過大視することも軽視することも妥当ではないとされる。

### 名称
1949年（昭和24年）の国家行政組織法施行前は、事務次官の役職名は単に「次官」であったため、会議名称は「次官会議」であった。これが国家行政組織法により次官は「事務次官」と改められたため、会議名称も「事務次官会議」と改められた。
さらに1957年（昭和32年）7月30日の閣議決定により、総理府総務長官が閣議に陪席することとされたため、総理府の事務方トップである総務副長官が事務次官会議の構成員となり、会議名称に「等」が挿入されて「事務次官等会議」と改称された。なお総理府総務副長官の参加以前にも事務次官以外の構成員は存在したが、その時点では「等」は挿入されていなかった。

### 沿革
次官会議は、内閣制度が創設された1886年（明治19年）頃から、法令上の根拠がない非制度的機関として存在した。当時、同会議を主宰するのは内閣書記官長であった。
戦前の次官会議は、基本的に週1回木曜日に開催される「連絡機関」としての性格が強く、閣議案件の事前審査をする権限はなかった。昭和初期の1930年代に成立した挙国一致内閣以降は、閣議の形骸化や各省行政不統一が露呈し、次官会議の活用が非公式になりはじめた。
1935年（昭和10年）には、内閣書記官長・法制局長官・内閣調査局長官（後に企画院総裁）は内閣三長官として閣議に陪席し、企画と閣議の事前審査の機能を有するようになっていた。1939年（昭和14年）2月7日には、「国家総動員法ノ施行ニ関スル所管問題ニ付関係各庁間ニ意見ノ一致ヲ見ザル場合ニ於テハ法制局及企画院協議ノ上作成シタル調整案ヲ尊重スルモノトス」とした閣議了解がされ、実質は三長官に一任していた。
1940年（昭和15年）7月22日に成立した第2次近衛内閣から内閣三長官会議は定例化し、企画院が企画立案した試案を内閣三長官会議で事前に検討してから閣議に諮ることになった。毎日午前8時30分より首相官邸で三長官会議開を催する運用になり、同年7月26日に大東亜新秩序や国防国家体制を定めた基本国策要綱が閣議決定されてからは、三長官に内閣情報部長（後に情報局総裁）を加えた四長官会議となった。
そして第二次世界大戦勃発翌年の1940年（昭和15年）10月1日、重要政策における予算編成は、各省の対立した案件を閣議にもちこませず、事前に次官会議で調整するとした次官会議の活用方針が閣議了解され、大蔵省主計局中心の予算編成が閣議中心主義に変わった。その結果、閣議中心の予算編成が実際には次官会議の事前審査が機能するようになった。ただし、陸海軍予算は別で、次官会議に提出することなく決まっていた。
つまり、閣議の事前審査機能があったのは次官会議でなく、陸海軍を背景に国家総動員業務を担当する企画院総裁、内閣法制局長官、内閣書記官長による内閣長官会議であった。内閣長官会議が閣議の事前審査機能を果たし、その下で次官会議が、形骸化した閣議に代わり、各省間の行政調整をなす体制が確立した。
戦後も、慣例として次官会議は存在して機能していた。必ずしも下準備をしていたとはいえないが、骨格以下の経緯をたどった。1946年（昭和21年）には、官庁職員の労働組合（官公労）との労働協約に関して、閣議と対立し政治化がなされはじめていた。
そして翌1947年（昭和22年）2月には、二・一ゼネストに突入し、官公労と内閣は対決していく。第1次吉田内閣改造と同時に、二・一ゼネストの責任は各省にあるとして、異例といえる次官の一斉更迭を実施した。新旧の次官は、大蔵省は山田義見から池田勇人（同年2月6日）、商工省は奥田新三から岡松成太郎（同12日）、運輸省は平山孝から佐藤栄作（同1日）、外務省は寺崎太郎から岡崎勝男（同4日）、内務省は飯沼一省から斎藤昇（同4日）などである。
同年2月21日、吉田茂はまた異例にも次官会議に出席し、「官紀の粛清が一番重要（……）1、人事課長をかへること、2、共産党系人物の一掃。連合国も要望す」などと訓示している。つまり首相が書記官長ないし副書記官長を通じて次官会議をコントロールできていなかったので、内閣改造を契機に人事を刷新し、コントロールしようとした動きであった。
1947年（昭和22年）5月1日、経済安定本部の改正勅令が、同3日の日本国憲法施行直前に定められた。同年5月23日に、日本社会党委員長の片山哲が、ほぼ全会一致で内閣総理大臣の国会指名を受け、同24日には、全閣僚を片山が兼任する一人内閣という形で片山内閣が成立した。同年6月1日には正式に各省大臣も決まり、日本社会党・民主党・国民協同党の三党による連立政権が発足した。
同年6月1日の初閣議では｢政策は閣議で決める｣との方針が出され、閣議は当面毎日、その後は火曜・木曜・土曜の週3回開催することとなった。同2日の閣議では、経済閣僚懇談会を開くこと、幹事は和田博雄大臣（経済安定本部総務長官）とすることが確認された。片山内閣では、経済安定本部に閣議の事前審査を行わせようとしたのである。当時の閣議には、池田勇人大蔵次官、佐藤栄作鉄道次官、経済安定本部の都留重人次官と永野重雄副長官だけが出席を許されていた。しかし、次官会議で対立があった案件が閣議に持ち込まれ、党派対立も絡んで閣議は混乱していた。行政経験の乏しい中道連立内閣の閣議には、時に大臣に課長級クラスまで陪席して、収拾がつかない状態となった。
閣議の機能不全により次官会議の事務量は膨張し、池田大蔵次官が次官会議の位置づけをに関して改めて確認を求めた。すなわち、閣議の機能不全を補う形で、閣議付議事項の事前審査を始めたのである。そして、「閣議と次官会議の関係」の見直しが行われ、閣議付議事項は「なるべく初めに次官会議に出すこと」が促されるに至った。
閣議から主導権を奪ったと言える次官会議であるが本来は連絡機関にすぎず、各省間対立の調整は閣議と次官会議の双方に出席する官房長官の役割とされた。当時の西尾末廣官房長官は、内閣発足時に佐藤運輸次官と池田大蔵次官を官房次長に昇格させる人事に失敗したほか、日本社会党大阪府連書記長の滝川末一を官房次長（事務）に就任させ、代理として次官会議の議長として担わせてしまった。地方議員の経験しかない滝川に省庁間の調整役が務まる筈もなく、官僚としての佐藤と池田が官房次長を差し置いて次官会議をリードすることになった。このため吉田内閣と対照的に官僚の更迭すら出来ず、官僚機構に対するガバナンスが不全に陥った。
このように、政治主導でない官僚依存の次官会議の活用は、芦田内閣で明確化された。すなわち、1948年（昭和23年）8月9日に次官会議は閣議付議事項の範囲の検討を開始し、同16日に「大小なく次官会議に出し、整理の上、閣議に附する」ことを確認した。同19日には、総理庁官房総務課策定の「次官会議の運営について」が決定され、以下の4点が定められた。
1. 各省庁より閣議に提案する案件については、原則として次官会議に附するものとすること。
2. 閣議に附すべき案件の中、各省庁に関係しその他重要な事項については詳細な資料を配布することとし、然らざるものについては、簡潔な要領又は理由を書類にして配布すること。
3. 議事整理の必要上、次官会議の議題は、原則として遅くとも、前日正午迄に（月曜日の会議にあつては、土曜日正午迄に）総理庁官房総務課迄申出ると共に印刷物は三十部（部数厳守）提出すること。

第2次吉田内閣では、次官会議の事前審査をそのまま継続したが、衆議院議員総選挙（第24回衆議院議員総選挙）で大勝した後の1949年（昭和24年）2月8日、各省次官など重要人事の任命発令には「予め閣議の了解を得た後之を行う」ことを閣議決定した。さらに吉田は同年3月4日、増田甲子七官房長官を通じ「次官会議の構成員について」を閣議に伝達し、以下の2点を定めた。
1. 次官会議の構成員は今後、内閣官房長官、内閣官房次長、各省次官（外務・大蔵・文部・厚生・農林・商工・運輸・逓信・労働・建設）、法務総裁官房長、経済安定本部副長官及び連絡調整中央事務局長官とすること。
2. 従来次官会議に出席していた右以外の者は、特に会議の審議を要し又は報告すべき案件のある場合に限りその都度出席し得るものとすること。

この結果、物価庁次長・特別調達庁総裁・賠償庁次長・連絡調整事務局次長・人事院事務総長・国家地方警察本部長官・行政管理庁次長・中小企業庁長官・中央経済調査庁次長・海上保安庁長官が、次官会議のメンバーから外され、25名から15名体制に縮小された。
吉田の狙いは、連合国軍最高司令官総司令部（GHQ）の意向により設置された官庁のほとんどを排除し、次官会議がGHQと連動して政治化自律化することを防ぐことにあった。一方で、閣議の｢事前審査｣機能は温存させ、麻生内閣までの事務次官等会議の体制が確立した。
2009年（平成21年）9月に発足した鳩山由紀夫内閣は、事務次官等会議を官僚支配の象徴としてその廃止を決定し、同月17日（木曜日）には事務次官らが集められて「事務次官等会議は廃止されたことを確認する会議」が開かれた。